# Табор (Нова Гориця)
Табор (словен. Tabor) — поселення в общині Нова Гориця, Регіон Горишка, Словенія. Висота над рівнем моря: 134,7 м.